# Bryocodia chlorotica
Bryocodia chlorotica är en fjärilsart som beskrevs av Jones 1914. Bryocodia chlorotica ingår i släktet Bryocodia och familjen nattflyn. Inga underarter finns listade i Catalogue of Life.